# Tafelwein
Wein ohne Herkunftsangabe (früher Tafelwein) ist die unterste Qualitätsstufe von Weinen und bezeichnet solche, die keiner besonderen Qualitätsprüfung unterliegen. Bis zur EU-Weinmarktordnung 2009 wurden derartige Weine als Tafelwein bezeichnet.

## Deutschland
Mit der EU-Weinrechtsänderung vom 1. August 2009 wurde der Begriff Tafelwein durch „Deutscher Wein ohne Herkunftsbezeichnung“ ersetzt.

## Österreich
Laut Einteilung der Weine nach Qualitätsstufen des Österreichischen Weingesetzes 2009
gibt es die Weinkategorie Wein ohne Herkunftsbezeichnung. Der Begriff Tafelwein wurde in der neuen EU-Weinmarktordnung 2009 durch den Begriff „Wein“ ersetzt und ist im österreichischen Weingesetz 2009 nicht enthalten.

### Wein
- ohne Sorten- und Jahrgangsangabe
- ohne Hektarertragsbegrenzung
- Verschnitt aus Weinen verschiedener Länder der EU möglich

Bezeichnung:
- Wein aus Österreich – weiß
- Wein aus Österreich – rot

Wein ohne g. U. (Wein mit geschützter Ursprungsbezeichnung) oder g. g. U. (Weine mit geschützter, geografischer Angabe) können Rebsorten- oder Jahrgangsangaben, bei bestimmten Voraussetzungen, haben.
- Hektarhöchstertrag 9000 kg (oder 6750 l Wein/ha)
- muss im Aussehen und Geschmack frei von Fehlern sein (→ Weinfehler)
- entsprechende Rebsortentypizität aufweisen
- Rebsorten mit Herkunftsnamen (z. B. Weißer Burgunder und alle anderen Burgundersorten, Rheinriesling, Blaufränkisch etc.) sind nicht erlaubt (mögliche Irreführung des Konsumenten).
- Angaben von Sorten laut Qualitätsweinrebsorten VO sowie durch VO zugelassene Rebsorten.

Alkoholerhöhung/Anreicherung Weine ohne geografischer Herkunft
- Alkoholerhöhung/Anreicherung maximale Anreicherungsspanne 2,0 Vol.-% (in Ausnahmejahren 2,5 Vol.-%)
- Maximaler Gesamtalkohol nach Anreicherung Weißwein 12,0 Vol.-%, Rotwein 12,5 Vol.-%

## Schweiz
Die Markenweine gehören hier zu den Tafelweinen. Phantasienamen dürfen nur zusammen mit der Rebsorte verwendet werden oder zusammen mit der Herkunftsbezeichnung. Tischweine sind Konsumweine, die meist aus Verschnitten mit Auslandsweinen hergestellt werden.

## Spanien
Vino de la Mesa (Tischwein) ist meist ein recht passabler Wein zum Essen, selten Markenware, mitunter aber auch Wein aus bestimmten Anbaugebieten wie Rioja.

## Frankreich
Die französischen Vins de Table machen etwa die Hälfte der französischen Weinproduktion aus. Sie unterliegen keiner speziellen Klassifizierung. Um ein Minimum an Qualität zu garantieren, sind bestimmte Rebsorten, ein Mindestalkoholgehalt und ein Mindestsäuregehalt vorgeschrieben. Auf dem Etikett müssen die Bezeichnung Vin de Table und der Alkoholgehalt verzeichnet sein.

## Italien
Tafelweine in Italien tragen seit 1973 die Bezeichnung Vino da Tavola.

## Ungarn
Gemäß dem Weingesetz von 1970 heißt der Tafelwein Asztali Bor. Er muss zwischen 10,5 und 12 Vol.-% Alkohol aufweisen, Rebsorte und Herkunft müssen angegeben werden.